# Giacomo Brogi
Pour les articles homonymes, voir Brogi.

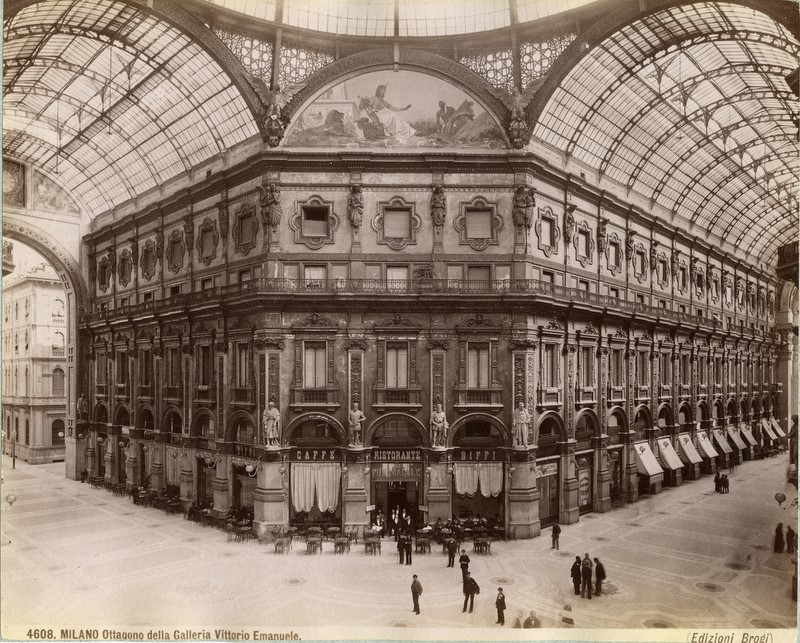
Milan : la galerie Victor-Emmanuel à Milan, vers 1880.

Giacomo Brogi, né à Florence en Toscane le 6 avril 1822 et mort à Florence le 29 novembre 1881, est un photographe italien.

## Biographie
Giacomo Brogi se lança dans la photographie en 1856. Il ouvrit son premier studio sur le Corso Tintori, à Rome, en 1864. Il voyagea dans différentes régions d'Italie puis se rendit au Proche-Orient en 1868, notamment en Palestine, en Égypte et en Syrie.
Brogi travaillait en association avec la Société photographique d'Italie. Ses studios se trouvaient à :
- Florence. Via Tornabuoni 1.
- Naples. Via Chiatamone 19 bis.
- Rome. Via del Corso 419.

Après sa mort, son fils Carlo (1850-1925) prit sa succession et vendit ses propres photographies ainsi que celles de son père sous la marque « Edizioni Brogi Firenze ».

## Notes et références

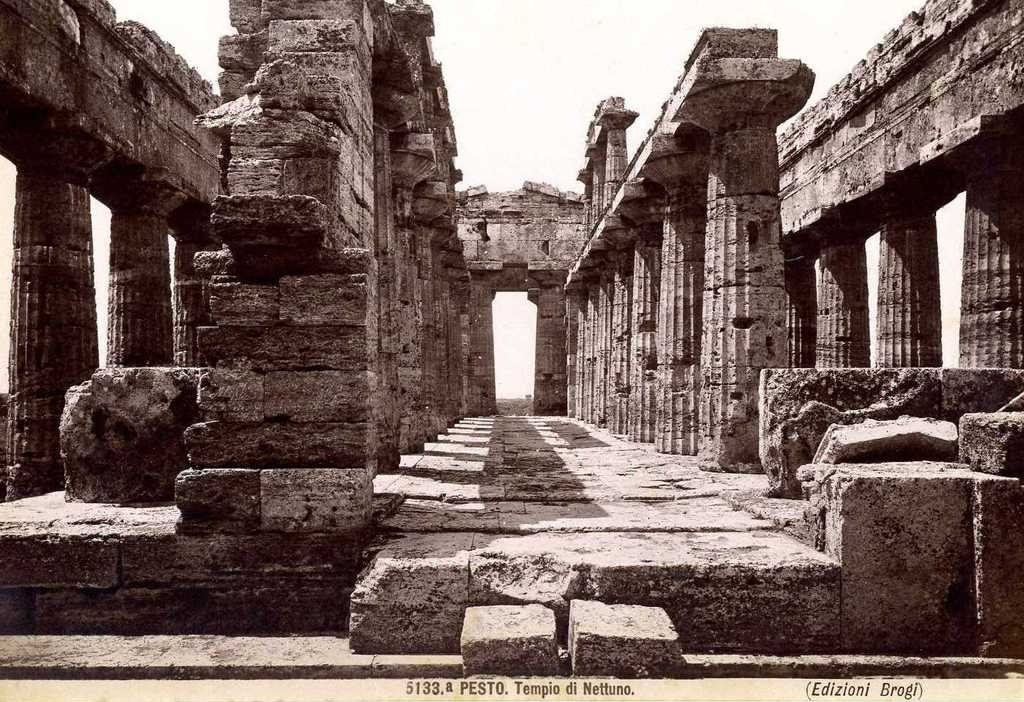
Paestum : le temple de Neptune

## Bibliographie

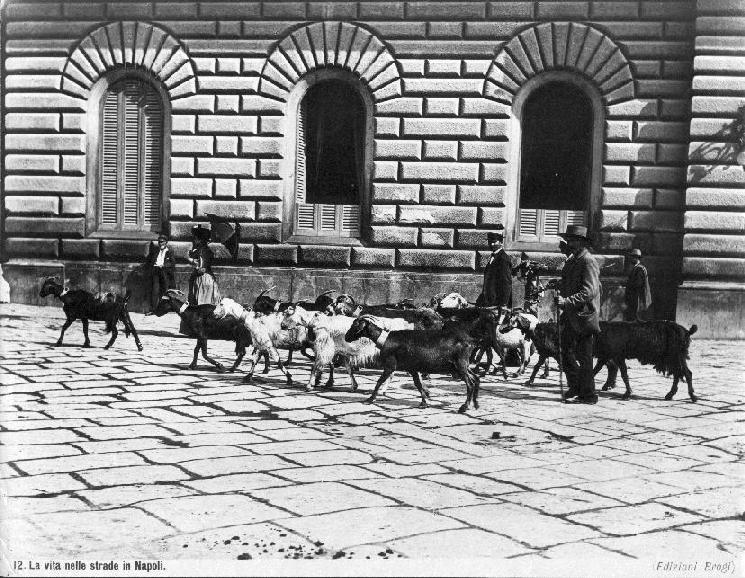
Une rue de Naples, vers 1870.
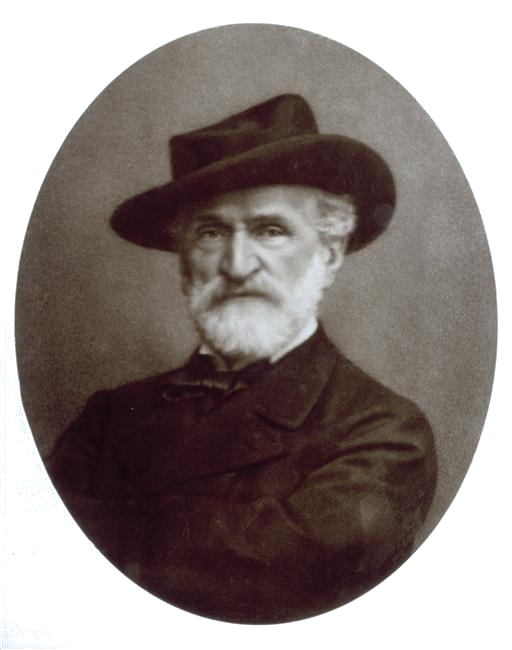
Giuseppe Verdi.
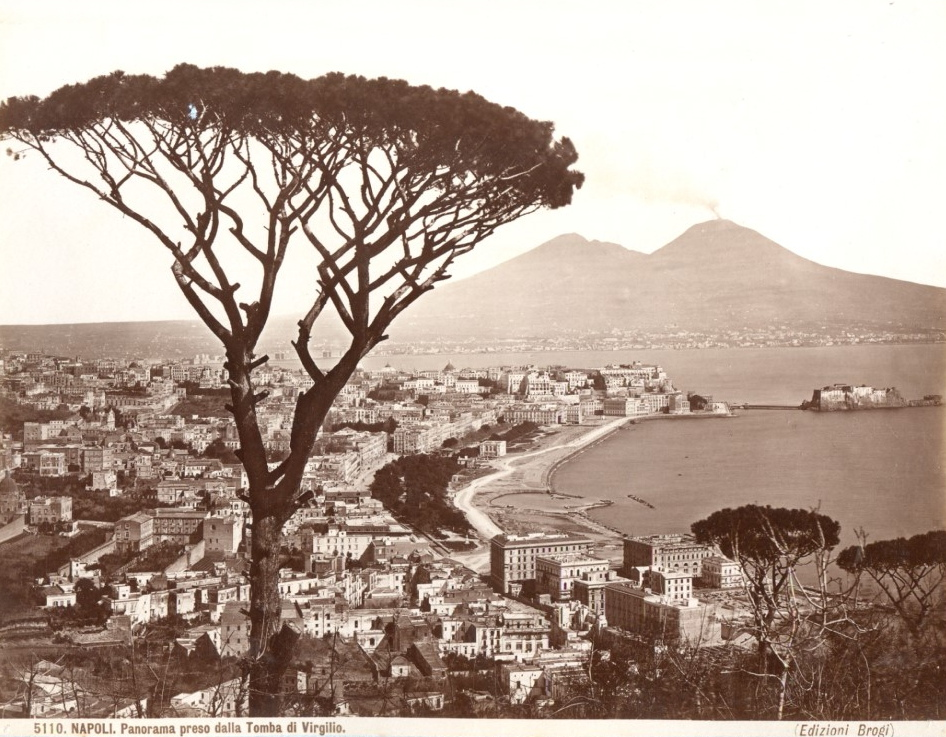
Vue de Naples, vers 1870.
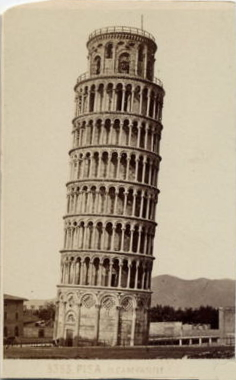
La Tour de Pise, vers 1870-1880.